# Качергине
Качергине (лит. Kačerginė) — местечко в Каунасском районе Литвы. Имеет статус курортной территории. Центр Качергинского староства.

## История
Качергине возник в 1933 году как курортный посёлок. В 1946 году получил статус посёлка городского типа. До 1950 года входил в Каунасский уезд, а потом был передан в Панемунский район Каунасской области. В 1953 году Каунасская область была упразднена и Панемунский район перешёл в прямое подчинение Литовской ССР. В 1955 году посёлок был передан в Каунасский район. В 1995 году Качергине был лишён статуса посёлка городского типа и стал местечком.

## Население
| 1959 | 1970 | 1979 | 1989 | 2001 |
| ---- | ---- | ---- | ---- | ---- |
| 335  | 598  | 903  | 868  | 715  |